# Införlivande av direktiv
Införlivande av direktiv, även känt som transponering, är inom unionsrätten den process varigenom en medlemsstat inom Europeiska unionen vidtar nationella genomförandeåtgärder – till exempel lagändringar – för att införliva ett direktiv i den nationella rättsordningen. Till skillnad från förordningar saknar direktiv direkt tillämplighet; därför måste ett direktivs bestämmelser införlivas i medlemsstaternas nationella rättsordningar för att få full rättsverkan.
Skyldigheten för medlemsstaterna att införliva ett direktiv infördes ursprungligen genom Romfördraget, som trädde i kraft den 1 januari 1958, och regleras således uttryckligen av unionens fördrag:
| ” | Ett direktiv ska med avseende på det resultat som ska uppnås vara bindande för varje medlemsstat till vilken det är riktat, men ska överlåta åt de nationella myndigheterna att bestämma form och tillvägagångssätt för genomförandet. | „ |
| – Tredje stycket i artikel 288 i fördraget om Europeiska unionens funktionssätt efter Lissabonfördragets ikraftträdande | |   |

Varje direktiv fastställer den tidsfrist inom vilken medlemsstaterna måste ha vidtagit alla nödvändiga genomförandeåtgärder. I regel är denna tidsfrist mellan sex månader och två år. Alla genomförandebestämmelser måste innehålla en hänvisning, eller åtföljas av en hänvisning, till direktivet. Medlemsstaterna ska underrätta Europeiska kommissionen om de genomförandeåtgärder som de vidtar och överlämna texten till alla genomförandebestämmelser till kommissionen.
Kommissionen övervakar huruvida medlemsstaterna transponerar direktiven i rätt tid, korrekt och fullständigt, så att de avsedda resultaten nås. Kommissionen kan inleda ett överträdelseförfarande mot en medlemsstat som inte anses uppfylla sina skyldigheter enligt unionsrätten, med möjlighet att väcka talan om fördragsbrott vid EU-domstolen. En bestämmelse i ett direktiv som inte har införlivats i tid eller inte har införlivats korrekt av en medlemsstat och som skapar en rättighet för enskilda kan ha verktikal direkt effekt, det vill säga den kan åberopas av enskilda inför en nationell domstol likt en nationell lag, dock endast gentemot det offentliga. I enlighet med företrädesprincipen äger unionsrätten företräde framför nationell rätt om en bestämmelse i den nationella lagstiftningen skulle visa sig vara oförenlig med den. I likhet med andra delar av unionsrätten är medlemsstaterna enligt principen om lojalt samarbete skyldiga att undanröja eventuella nationella lagar eller andra författningar som är oförenliga med ett direktiv.
I de fall ett direktiv endast riktar sig till vissa medlemsstater är det endast dessa som är skyldiga att införliva direktivet i sina nationella rättsordningar.

## Transponeringsunderskott
Sedan slutet av 1990-talet offentliggör kommissionen varje år en sammanställning av hur stor andel av direktiven som rör den inre marknaden som respektive medlemsstat har införlivat korrekt i sin nationella lagstiftning. 1997 var transponeringsunderskottet 6,3 procent. Under 2007 satte unionens stats- eller regeringschefer upp ett mål om maximalt 1 procent i transponeringsunderskott. 2013 hade transponeringsunderskottet sjunkit till 0,6 procent. 2022 hade transponeringsunderskottet åter ökat till 1,1 procent.